# Зейферт, Герберт
Ге́рберт Карл Иога́нн Зе́йферт (нем. Herbert Karl Johannes Seifert, 27 мая 1907, Бернштадт-на-Айгене — 1 октября 1996, Гейдельберг) — немецкий математик, известный своими работами в области топологии.
Герберт Зейферт родился в Бернштадте, но вскоре семья переехала в Баутцен, где мальчик пошёл в школу.
В 1926 году он поступил в Дрезденский технический университет, где в следующем году прослушал курс лекций по топологии, который читал Вильям Трельфалль. Это положило начало их долгой совместной работе и дружеским отношениям. В то время среди немецких студентов было принято слушать лекции в разных университетах, и 1928-29 годы Зейферт проводит в Гёттингенском университете, где читали лекции такие топологи, как П. С. Александров и Хопф.
В 1932 году в Лейпцигский университете Зейферт получил докторскую степень за работу «Топология трехмерных расслоенных пространств» (Topologie 3-dimensionaler gefaserter Räume). Многообразия, которые он изучал в своей диссертации, позднее получили название расслоений Зейферта.
Зейферт продолжает своё сотрудничество с Трельфаллем, и в 1934 году они пишут учебник по топологии (Lehrbuch der Topologie), а в 1938 — книгу «Вариационное исчисление в целом» (Variationsrechnung Im Grossen).
В 1935 году Зейферта приглашают преподавать в Гейдельбергском университете; в 1948-49 годах он работает в Институте перспективных исследований в Принстоне.
Основные исследования относятся к топологии и алгебраической топологии. В топологии трёхмерных многообразий важное значение имеют расслоения Зейферта и поверхности Зейферта. Для изучения топологических свойств узлов и зацеплений им была предложена специальная конструкция матрицы. Разрабатывал вопросы вариационного исчисления.
Среди его учеников — Альбрехт Дольд и Дитер Пуппе.